# Рождественская, Ольга Сергеевна
О́льга Серге́евна Рожде́ственская (род. 2 августа 1969, Саратов, СССР) — советская и российская певица, в детстве ставшая знаменитой благодаря закадровому исполнению песен к советским кинофильмам («Про Красную Шапочку» и другие) и мультфильмам («Девочка и дельфин»).

## Биография

### Происхождение
Родилась 2 августа 1969 года в Саратове в семье певицы Жанны Рождественской и музыканта-барабанщика Сергея Петровича Акимова. Родители познакомились во время учёбы в Саратовском музыкальном училище, поженились, но развелись вскоре после рождения дочери. С отцом Ольга увиделась только один раз, когда ей было 14, и с тех пор не знает, как сложилась его судьба.
В 1975 году мать переехала в Москву, и Ольга некоторое время жила у бабушки с дедом в Ртищево, но вскоре воссоединилась с матерью.

### До 1983
Дебютировала в 1977 году с «Песенкой Красной Шапочки» («Если долго-долго-долго…») в фильме «Про Красную Шапочку» (режиссёр Леонид Нечаев, композитор Алексей Рыбников, стихи Юлия Кима), с тех пор ставшей её «визитной карточкой». После этого на протяжении нескольких лет Оля регулярно исполняла песни для кино- и мультфильмов, записывала песни на пластинки, о ней снимали телепередачи. С 8 лет выступала на концертах, объездив страну с гастролями (в том числе совместно с Михаилом Боярским и Ириной Понаровской).
В 1978 году вместе с матерью участвовала в записи оперы «Звезда и смерть Хоакина Мурьеты» Алексея Рыбникова (партия девочки-чилийки), а на следующий год в записи на пластинку другой знаменитой рок-оперы Рыбникова — «Юнона и Авось».
В 1979 году Оля снялась в главной роли в музыкальном телефильме «Я придумываю песню» (музыка Полада Бюль-Бюль оглы).
Последней работой в детском возрасте в кино у Оли стал фильм «Приключения Петрова и Васечкина, обыкновенные и невероятные», когда ей было 14 лет. В том же 1983 году планировалось участие в фильме «Пеппи Длинныйчулок»: композитор Владимир Дашкевич настаивал на исполнении всех композиций Ольгой. Они были записаны, но режиссёр фильма Маргарита Микаэлян предпочла другую исполнительницу — Светлану Степченко.

### После 1983
В 1986 году закончила московскую музыкальную школу № 58 имени Глинки по классу фортепиано. По окончании школы стала студенткой Гнесинского училища, а в 1988 выходит замуж за музыканта Аркадия Мартыненко (в то время клавишника группы «Мегаполис», а ранее работавшего с Жанной Рождественской в проекте Эдуарда Артемьева «Тепло Земли»). В том же году у них родился сын, и Ольге пришлось бросить учёбу, что, впрочем, не помешало ей продолжить карьеру профессиональной певицы.
С 1998 года она сотрудничает с электронным проектом Moscow Grooves Institute, созданным в 1995 году её мужем Аркадием Мартыненко (Марто) и Борисом Назаровым. Дебютом их совместной работы стала обработка романса «Хризантемы».
В 2002 году вместе с Жанной Рождественской участвовала в записи новой версии рок-оперы «Юнона и Авось». В 2003 на неё был снят клип (режиссёр Илья Смолин, оператор Влад Опельянц), который крутился на MTV и на других музыкальных телеканалах России, а также Украины и Белоруссии.
Множество популярных рекламных роликов озвучены Ольгиным голосом. Ольга стояла у истоков рекламного озвучивания в России: первый видеоролик был исполнен ею в 1994 году. Например, знаменитое видео «Чай „Липтон“ — знак хорошего вкуса» был спет дуэтом вместе с певцом Валерием Панковым. Широко известный рекламный ролик шоколада «Фрут энд нат», озвученный Мадонной, был переозвучен Ольгой на русском языке. Кроме того, на русском языке голосом Рождественской заговорила модель Летиция Каста в рекламе косметики «Л’Ореаль» («Ведь вы этого достойны»).
В 2009 году Ольга начала сотрудничать с композитором Алексеем Айги. Вместе они записали песню «Летим» к кинофильму «Пистолет Страдивари». Это сотрудничество продолжается и по сей день. В 2009 году награждена премией «Киноватсон» в номинации «Кинодетство», а также Золотым орденом за вклад в культуру.
В октябре 2015 года телеканал «Россия-1» показал сериал «Рождённая звездой». В нём Ольга исполнила несколько известных композиций, озвучив героиню актрисы Ольги Сутуловой — Нику Уманскую. Композиции прозвучали на русском, венгерском, французском и английском языках.

## Фильмография

### Роли в кино (и исполняемые в них песни)
- 1979 — телефильм «Я придумываю песню» («Азербайджанфильм»).

«Я придумываю песню».
«Горы справа, горы слева» (совместно с Поладом Бюль-Бюль оглы).
«Край любимый».
«Загадки» (совместно с детским хором).
«Меня принёс аист»: диалог внучки и бабушки (совместно с Ф. Шарифовой).

### Исполнение песен за кадром
- 1977 — телефильм «Про Красную Шапочку»

«Песня Красной Шапочки»
«Необитаемый остров»
«Песня о звёздах»
- 1977 — кинофильм «Усатый нянь»

вокализ
- 1979 — кинофильм «В одно прекрасное детство»

«Девочка на шаре»
- 1979 — мультфильм «Девочка и дельфин»

«Песня про дельфинов»
- 1979 — кинофильм «Приключения маленького папы»

«Лучше папы друга нет»
- 1981 — кинофильм «Куда он денется!»

«Рики-Тики-Тави»
- 1981 — телефильм «Проданный смех»

«Песня негритёнка»
«Песня Тима Талера»
- 1982 — кинофильм «Там, на неведомых дорожках…»

«Приходите в гости к нам»
- 1982 — телефильм «Чародеи»

«Говорят, а ты не верь»
«Снежинка»
- 1983 — телефильм «Приключения Петрова и Васечкина, обыкновенные и невероятные»

«Про красную мышь и зелёную лошадь»
- 2015 — телесериал «Рождённая звездой»

«Ты глядел на меня» и несколько других композиций

## Дискография

### На грампластинках фирмы «Мелодия»
- 1978 — М52 40887-88 (7"EP) Песни из к/ф «Про Красную Шапочку» (муз. А. Рыбникова, сл. Ю. Михайлова)

1. Песенка Красной Шапочки
4. Необитаемый остров (совместно с Жанной Рождественской)
- 1978 — С62 10359-60 (7"EP) Песни «Крокодила»

3. То ли ещё будет (Э. Ханок — И. Шаферан)
- 1978 — С60 11191-94 (2LP) Звезда и смерть Хоакина Мурьеты. Музыкальный спектакль (муз. А. Рыбникова, либретто Павла Грушко).

Девочка-чилийка — Оля Рождественская
- 1979 — М52 41675-76 (7"EP) Звуковые страницы детского журнала «Колобок»

Книжкин дом (А. Рыбников — Ю. Энтин) — Жанна и Оля Рождественские, Гарри Бардин
- 1979 — М52 41767-68 (7"EP) Звуковые страницы детского журнала «Колобок»

Настоящий друг (Б. Савельев — М. Пляцковский)
- 1979 — С50 12493-94 (LP) Я и мама. Песни Б. Савельева исполняют Жанна и Оля Рождественские

1. Выйдет девочка из дома (М. Танич)
2. Я и мама (О.Дриз, перевод Г. Сапгира)
3. Алёна (Гийевик, перевод М. Кудинова)
4. Юла (О.Дриз, перевод Б. Заходера)
5. Тишина (Ю. Коринец)
6. Настоящий друг (М. Пляцковский)
7. Вот бы стать мне, друзья (М. Пляцковский)
8. Слон (А.Милн, перевод С. Маршака)
9. Если б я стал королём (А. Милн, перевод С. Маршака)
10. Подарок (В. Данько)
11. Синица (Ш. Веериша, перевод И. Мазнина)
12. Когда я вижу дочь свою (Ф. Иванов)

Оля Рождественская (1, 2, 4, 6—11), Жанна Рождественская (1—3, 5, 8, 11, 12)
- 1980 — C62 13275-76 (7"EP) Песни Александры Пахмутовой

Добрая сказка (А. Пахмутова — Н. Добронравов) — Жанна и Оля Рождественские
- 1980 — С50 13793-94 (LP) Хоттабыч. Мюзикл-сказка Г. Гладкова по пьесе Л. Лагина и Ю. Энтина

Ха-ха-ха-Хоттабыч! (вступительная песня)
- 1981 — C52 16281-82 (7"EP) Чудеса. Песни Б. Савельева на стихи Ю. Тувима

1. Песенка про пана Трулялинского
2. Пляска
3. Чудеса
4. Рыцарь
5. Трудный счёт
6. Письмо ко всем детям

Оля Рождественская, В. Винокур, инстр. ансамбль
- 1981 — C50 16611-12 (LP) Происшествие в стране Мульти-Пульти. Музыкальная сказка А. Хайта. Музыка Б. Савельева и А. Флярковского.

Мульти-пульти — чудная страна (вступительная песня)
- 1982 — С60 18627-30 (2LP) Юнона и Авось. Опера (муз. А. Рыбникова, либретто А. Вознесенского). Запись 1979 года

Молящаяся девочка — Оля Рождественская
- 1984 — С52 20819 008 В. Дашкевич: «Девочка на шаре», песни из кинофильмов на стихи Юлия Михайлова. Записи 1981, 1983 гг.

1. Приходи, сказка.
2. Монолог Пеппи.
3. Девочка на шаре.
4. Я танцую.

Оля Рождественская, ансамбль «Мелодия» п/у Б. Фрумкина.

### На компакт-дисках
- 2002 — Юнона и Авось Рок-опера. Запись 2002 года (Columbia COL 510177 2)

Голос Богоматери — Ольга Рождественская
Молитва первая и вторая (совместно с Н. Караченцевым, Г. Трофимовым, Ж. Рождественской, анс. «Аракс» и хором)
Ария Девы (совместно с Жанной Рождественской)
Белый шиповник (совместно с Александром Садо и Жанной Рождественской)

### С проектомMoscow Grooves Institute
- 2003 — «OLF — Les Chrysantemes» (CD-Maxi, Citadel Records)
- 2004 — «На заре» (CD, Citadel Records), включает видеоклип «На заре»

## Личная жизнь
- Муж: — Аркадий Мартыненко, музыкант, клавишник.
- Сын: Никита (род. 1988) — экономист.

## Награды и премии
- Гранд-премия «КиноВатсон» (2009)[7].